# Charlette N’Guessan
Charlette Désirée N'Guessan, née vers 1994, est une ingénieure informatique, entrepreneure technologique et écrivaine ivoirienne. Elle est la première femme à remporter le Prix Africain pour l'Innovation en Ingénierie pour le système de reconnaissance d'images, BACE API.

## Biographie
Née vers 1994,  elle partage le prénom, Charlette, que ses autres cinq sœurs. Elle étudie à la Meltwater Entrepreneurial School of Technology à Accra où l'idée du logiciel germe pour la première fois dans sa tête. En 2018 elle crée sa société BACE group.
Elle devient la première femme à remporter le prix annuel de l'Afrique pour l'innovation en ingénierie décerné par la Royal Academy of Engineering britannique, lors du concours 2020 visant à mettre en valeur les sciences de l'ingénierie. N'Guessan gagne ce prix grâce à la technologie qu'elle et son équipe créent. Cette technologie permet de vérifier la photo ou la vidéo originale d'une personne prise sur un téléphone portable et d'identifier rapidement la cible. L'annonce est faite par l'entrepreneuse camerounaise Rebecca Enonchong au nom des juges. 
Deux entreprises ghanéennes utilisent le logiciel pour identifier leurs clients. Par ce succès, elle reçoit des éloges, notamment de la part du ministre de l'Afrique au Royaume-Uni, James Duddridge.

## Biobliographie
- Space Fostering African Societies: Developing the African Continent through Space, Part 1 - contribution au livre d'Annette Froehlich de 2019[6].
- Elle discute des « opportunités de l'IA dans le secteur financier africain » dans « The AI Book : The Artificial Intelligence Handbook for Investors, Entrepreneurs and FinTech Visionaries » en 2020[7]